# شوكنج بلو (فريق روك)

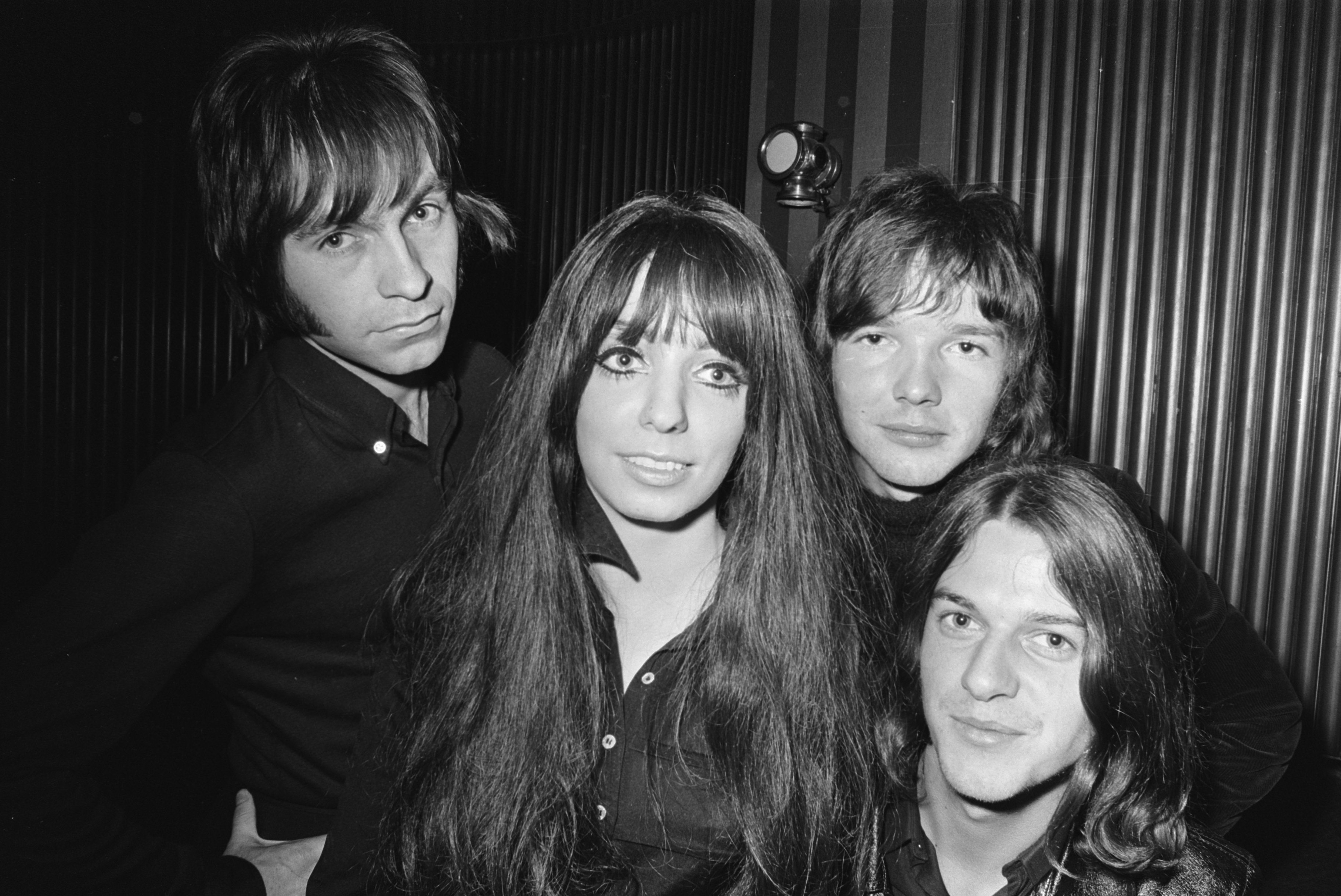
فريق شوكنج بلو 1970

شوكنج بلو (بالإنجليزية: Shocking Blue) فريق روك هولندي تشكل في لاهاي عام 1967. وكان لديهم عدد من صرعات موسيقى الروك السيكاديلك Psychedelic واكبت حركة الثقافة المضادة خلال الستينيات وأوائل السبعينيات، بما في ذلك أغاني: «فينوس Venus»، و«أرسل لي بطاقة بريد Send Me a Postcard» والتي حققت نجاحًا كبيرًا ووصلت إلى التربع على المركز الأول في قائمة بيلبورد هوت 100 الأمريكية والعديد من البلدان الأخرى خلال عامي 1969 و 1970. باع الفريق 13.5 مليون نسخة بحلول عام 1973 لكنها تم حلها في عام 1974.

## أعضاء التشكيلة الأولية
روبي فان ليوين: جيتار، وسيتار، وغناء مساند (1967 – 1973)
فريد دي وايلد: غناء (1967 – 1968)
كلاسي فان دير وال: جيتار باس (1967 – 1971) توفي عام 2018.
كور فان دير بيك: طبول (1967- 1974) توفي عام 1998.

## ألبومات الفريق
(1967) شوكنج بلو Shocking Blue
(1969) في البيت At Home
(1970) رقصة العقرب Scorpio's Dance
(1971) الألبوم الثالث Third Album
(1972) إنكبوت Inkpot
(1972) عرض حي باليابان Live in Japan
(1972) أتيلا Attila
(1972) حواء والتفاحة Eve and the Apple
(1973) هام Ham
(1974) حلم على حالم Dream on Dreamer
(1974) أوقات طيبة Good Times

## الأغاني الشهيرة
أرسل لي بطاقة بريدية / هارلي ديفيدسون (1968) Send Me a Postcard / Harley Davidson
طريق طويل ووحيد / كرة النار من الحب (1969) Long and Lonesome Road / Fireball of Love
فينوس / هوت ساند (1969) Venus / Hot Sand
مايتي جو / وايلد ويند (1969) Mighty Joe / Wild Wind
لا تتزوج أبدًا من رجل سكة حديد / رول محرك (1970) Never Marry a Railroad Man / Roll Engine Roll

## وصلات خارجية
https://www.youtube.com/watch?v=ZzczPyJjvag&t=5s شوكنج بلو (فريق روك)
https://www.youtube.com/watch?v=J6t_2x0kEqI شوكنج بلو (فريق روك)
https://www.discogs.com/artist/72234 شوكنج بلو (فريق روك)
http://www.alexgitlin.com/shocking.htm شوكنج بلو (فريق روك)
https://www.angelfire.com/nv/Badfinger/BANDshockingblue.html شوكنج بلو (فريق روك)
https://web.archive.org/web/20091028070251/http://www.geocities.com/ofmang/greg/shockblu.html شوكنج بلو (فريق روك)